# Anacithara querna
Anacithara querna é uma espécie de gastrópode do gênero Anacithara, pertencente a família Horaiclavidae.